# Эсмань (приток Десны)
Эсмань (укр. Есмань) — левый приток реки Десна, протекающий по Глуховскому, Шосткинскому и Кролевецкому районам Сумской области Украины.

## География
Длина — 50 км. Площадь водосборного бассейна — 1250 км². Долина корытообразная, шириной до 5,5 км и глубиной до 25 м. Пойма шириной до 800 м. Уклон реки — 1,1 м/км. Русло слаборазвитое, шириной 5 м. Питание снеговое и дождевое. Используется для водоснабжения и рыбоводства. У впадения притоки Реть русло Эсмань находится на высоте 121,3 м над уровнем моря, приустьевой участок — 119,8 м, в верхнем течении (севернее села Землянка) — 161,2 м.
Река берёт начало на заболоченной местности, окружённой сосново-дубовым лесом, западнее села Слоут (Глуховский район). Затем большую часть течёт по северной части Кролевецкого района, иногда пересекая границу, или граничит с Шосткинским районом (Сумская область). На протяжении всей длины реки пойма местами с заболоченным участками и тростниковой растительностью. На реке создано несколько небольшим систем каналов: у села Гречкино, у впадения притоки Реть. Восточнее Пиротчино реку пересекает автодорога Т-19-07 и ж/д линия участка Воронеж—Конотоп. В приустьевой части реки в междуречье Эсмань и Осота расположена система каналов. Впадает в реку Десна севернее села Погореловка (Кролевецкий район).
Основные притоки: левые Глистянка и Реть, справа крупных притоков нет.

## Населённые пункты
Населённые пункты на реке (от истока до устья):
Шосткинский и Кролевецкий район
1. Курдюмовка
2. Пиротчино
3. Гречкино
4. Московское
5. Заречье
6. Погореловка